# Mandubracios

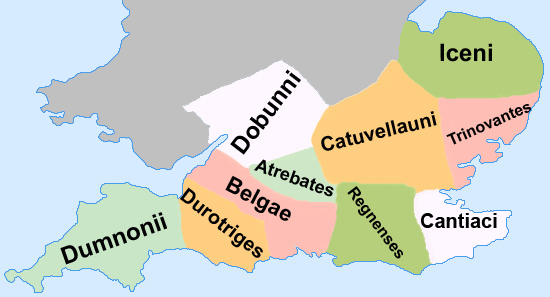
Les peuples celtes du sud de l'Angleterre.

Mandubracios est un roi celte brittonique qui a régné au Ier siècle av. J.-C. sur le peuple des Trinovantes, au nord de l’estuaire de la Tamise, dans les actuels comtés d’Essex et de Suffolk.

## Protohistoire
Son père, roi des Trinovantes, est assassiné par Cassivellaunos et lui-même doit se réfugier auprès de César en Gaule. Lors de la seconde expédition romaine dans l’île de Bretagne, en 54 av. J.-C., la coalition des celtes menée par les rois Carvilios, Cingétorix, Segovax et Taximagulos est défaite et entraine la soumission de Cassivellaunos. César aurait restitué la souveraineté sur les Trinovantes à Mandubracios, avant de retourner en Gaule.
Mandubracios nous est connu par deux mentions de Jules César dans ses Commentaires sur la Guerre des Gaules, dont la première :
« Cependant les Trinovantes, qui étaient, ou peu s’en fallait, le peuple le plus puissant de ces contrées - Mandubracios, jeune homme de cette cité, s’était attaché à César et était venu le trouver sur le continent son père avait été roi des Trinovantes, il avait été tué par Cassivellaunos, et le fils n’avait évité la mort qu’en s’enfuyant -, ce peuple donc envoie des députés à César, promettant de se soumettre et d’obéir à ses ordres ; ils lui demandent de protéger Mandubracios contre les violences de Cassivellaunos, et de l’envoyer dans sa cité pour qu’il y exerce le pouvoir souverain. César exige d’eux quarante otages et du blé pour l’année, et il leur envoie Mandubracios. Ils obéirent sans retard, envoyèrent le nombre d’otages demandé et du blé.  »
— Jules César, Commentaires sur la Guerre des Gaules, Livre V, chapitre XX.
Mandubracios aurait inspiré Geoffroy de Monmouth dans son Historia regum Britanniae (vers 1135) pour le personnage légendaire d’Androgeus.

## Sources
- Venceslas Kruta, Les Celtes, Histoire et Dictionnaire, Éditions Robert Laffont, coll. « Bouquins », Paris, 2000,  (ISBN 2-7028-6261-6).
- John Haywood (intr. Barry Cunliffe, trad. Colette Stévanovitch), Atlas historique des Celtes, éditions Autrement, Paris, 2002,  (ISBN 2-7467-0187-1).
- Consulter aussi la bibliographie sur les Celtes.